# Archaeosporales
Die Archaeosporales sind eine Ordnung von Pilzen, die eine Symbiose (Mycorrhiza) mit vielen unterschiedlichen Pflanzen bilden.

## Merkmale
Die Pilze bilden im Boden und bilden eine Symbiose mit photoautotrophen Blaualgen oder die Mycorrhiza genannte Symbiose mit Pflanzen, bei denen Arbuskeln ausgebildet werden. Vesikel können ebenfalls ausgebildet werden. Die Sporen sind farblos und gehen keine Reaktion mit Melzers Reagenz ein. Es werden entweder glomoide Sporen einzeln oder in losen Büscheln im oder an der Bodenoberfläche oder acaulosporoide Sporen gebildet. Werden acaulosporoide Sporen gebildet, so werden die nur einzeln im Boden gebildet.
Von anderen Ordnungen der Glomeromycota unterscheiden sie sich genetisch: Sie besitzen die ssu rRNA Gensequenz YCTATCYKYCTGGTGAKRCG, die der homologen Position 691 der Saccharomyces cerevisiae SSU rRNA Sequenz J01353 entspricht.

## Ökologie und Lebensweise
Die Pilze wachsen fast immer im Boden. Sie bilden immer eine Mycorrhiza-Symbiose mit einer Vielzahl an Pflanzenarten. Sie liefern der Pflanze Nährstoffe (v. a. Phosphor) und Wasser und erhalten ihrerseits einen Teil der durch die Photosynthese erzeugten Assimilate. Eine Ausnahme ist Geosiphon, die eine Symbiose nicht mit höheren Pflanzen, sondern mit Blaualgen eingeht.

## Systematik
Die Archaeosporales wurden 2001 von Walker und Schüßler beschrieben. Im Moment (Juli 2013) werden  drei Gattungen in drei Familien unterschieden:
- Geosiphonaceae
  - Geosiphon
- Ambisporaceae
  - Ambispora
- Archaeosporaceae
  - Archaeospora: inklusive der früheren Gattung Intraspora